# پنال
پنال (به انگلیسی: Pennal) یک منطقهٔ مسکونی در بریتانیا است که در گوینز واقع شده‌است. پنال ۴۰۴ نفر جمعیت دارد.